# Флаг Фарерских островов
Флаг Фаре́рских островов (фар. Merkið) — один из символов Фарерских островов — автономной области Дании.

## Описание и история
Как и на флагах большинства северных стран, на флаге Фарер изображён скандинавский крест. Флаг представляет собой прямоугольное полотнище с соотношением сторон 8:11 с красным крестом с синей каймой на белом фоне.
Красный крест на белом фоне является видоизменённым флагом Дании (белый крест на красном фоне), чьим автономным регионом являются острова.
На Фарерах флаг пользуется особым почётом и называется «Меркид» (фар. Merkið - знамя, знак).
Флаг был разработан в 1919 году Йенсом Оливером Лисбергом (Jens Oliver Lisberg) вместе с двумя товарищами, во время их учёбы в Копенгагене. За основу ими был взят флаг Норвегии, Фарерские острова были прежде частью Норвегии. Как и на норвежском, на флаге Фарер присутствуют скандинавский крест с каймой и красный, белый и синий цвета в другой последовательности. Впервые на Фарерах «Меркид» был поднят 22 июня 1919 года в Фойине (Fámjin) (остров Сувурой), родине Лисберга, после его возвращения домой, во время свадебных торжеств. Синий цвет изначально был темнее, сравнимый с оттенком на норвежском флаге, но затем был изменён и теперь светлее, чем на флагах Норвегии и Исландии.
Во время Второй мировой войны, 12 апреля 1940 года, вслед за вторжением немецко-фашистских войск на территорию Дании, острова были оккупированы Великобританией. 25 апреля 1940 британское правительство одобрило «Меркид» для фарерских судов. Теперь 25 апреля — национальный праздник — День флага (Flaggdagur). 23 марта 1948 года этот флаг стал официальным флагом Фарерских островов.

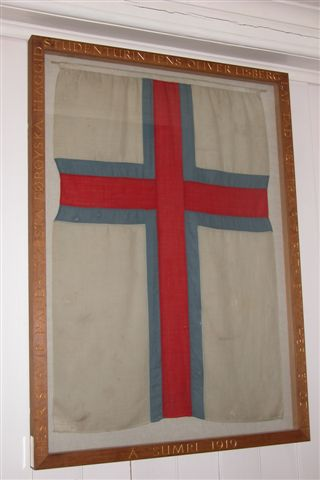
Хранящийся в местной церкви первый флаг Фарер
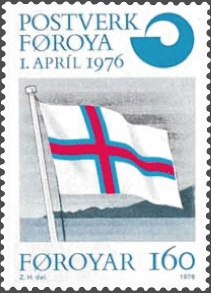
Почтовая марка Фарерских островов с флагом

## Похожие флаги

Флаг Исландии
Флаг Норвегии